# Frankie Sullivan
Frankie Sullivan (Chicago, 1 de febrero de 1955) es un guitarrista estadounidense, conocido principalmente por ser miembro fundador de la banda de rock Survivor. Ha sido el único miembro original permanente en la formación de la banda desde su creación en 1977.

## Primera etapa de vida
Según el pianista y tecladista Jimmy Tranchitella, de Northlake, Illinois, la carrera musical de Sullivan comenzó en su adolescencia temprana. Le gustaban los deportes y comenzó a correr a los 17 años; se convirtió en un corredor de por vida.
Uno de sus héroes es Muhammad Ali, y tiene un autógrafo enmarcado del boxeador colgado en su casa.

## Carrera
En 1976, Sullivan fue miembro de la banda de hard rock Mariah, con sede en Chicago.
En 1978, se asoció con Jim Peterik, y ambos se convirtieron en un exitoso dúo de compositores. Con Sullivan como guitarrista principal, él y Peterik formaron el núcleo de la banda Survivor, que comenzó a hacer giras y a tocar en clubes.
El primer éxito de Sullivan en las listas de Billboard fue en 1981 con la canción «Poor Man's Son», del álbum Premonition. Junto al tecladista Jim Peterik, Sullivan coescribió todos los éxitos del grupo, incluidos «Eye of the Tiger» y «Burning Heart», de las bandas sonoras de las películas Rocky III y Rocky IV. Él le atribuye a Sylvester Stallone haberle dado «la oportunidad de su vida» al usar su canción «Eye of the Tiger» en la película Rocky III.
En 1984, Sullivan y Survivor participaron en la banda sonora de la película The Karate Kid con la canción «The Moment of Truth».
En 1999, Sullivan apareció en el programa de televisión de VH1 Where Are They Now. Su hijo Ryan también se presenta con el grupo.

## Discografía

### Con Survivor
- Survivor (1979)
- Premonition (1981)
- Eye of the Tiger (1982)
- Caught in the Game (1983)
- Vital Signs (1984)
- When Seconds Count (1986)
- Too Hot to Sleep (1988)
- Reach (2006)

### Álbumes en vivo
- Live in Tokyo (1985)
- Extended Versions: The Encore Collection (2004)

### Álbumes recopilatorios
- The Very Best of Survivor (1986)
- Greatest Hits (1989)
- Prime Cuts: The Classic Tracks (1998)
- Survivor Special Selection (2000)
- Fire in Your Eyes: Greatest Hits (2000)
- Ultimate Survivor (2004)
- The Best of Survivor (2006)
- Playlist: The Very Best of Survivor (2009)
- The Essential Survivor (2014)

### Álbumes no oficiales
- Fire Makes Steel: The Demos (1996)